# Lineární písmo A

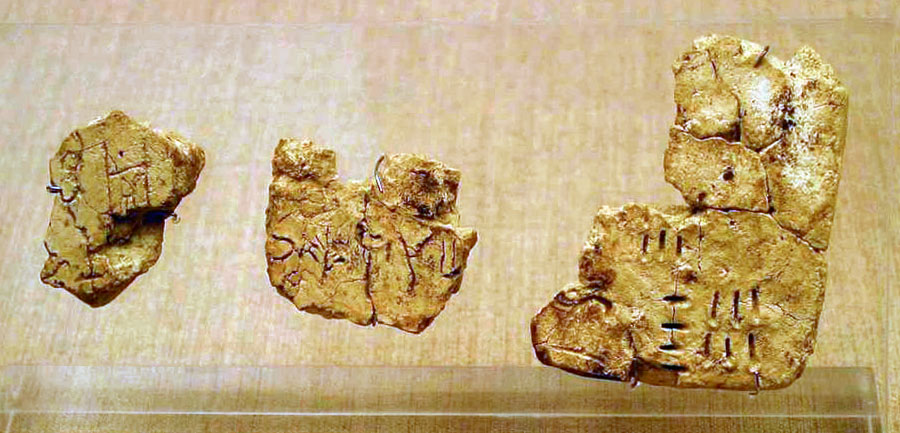
Lineární písmo A na tabulkách z Akrotiri, Santorini

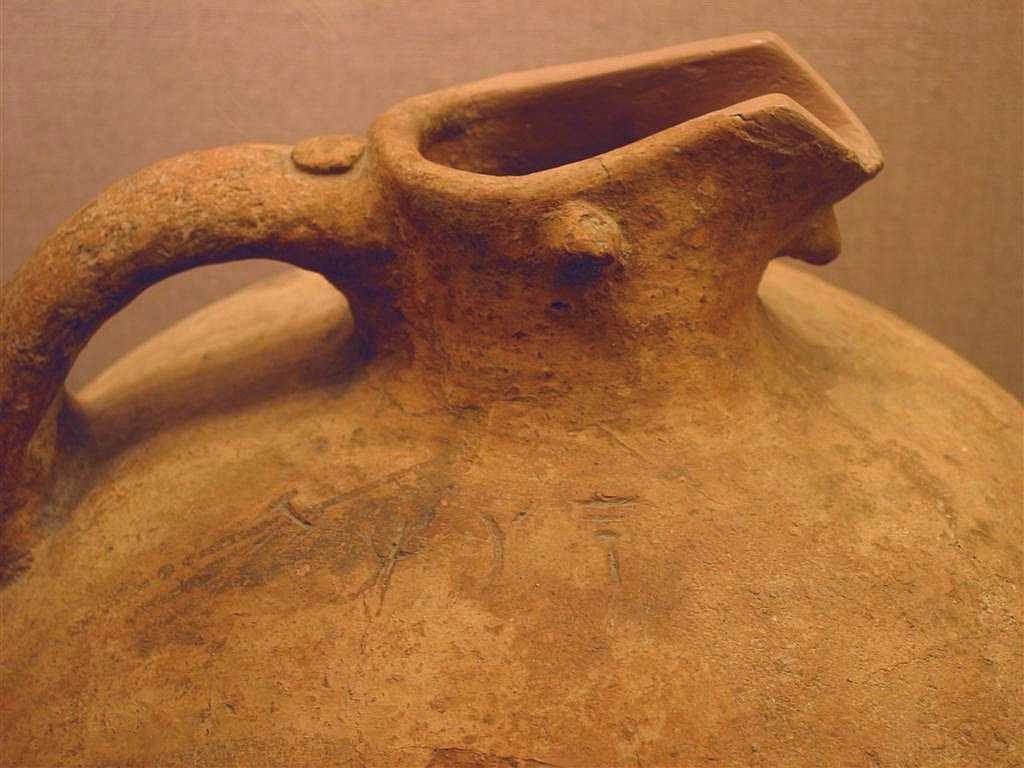
Lineární písmo A na váze, také z Akrotiri

Lineární písmo A (anglicky: Linear A) je nerozluštěné písmo používané v letech 1800 až 1450 před n. l. v starověké Krétě (před tím také krétské hieroglyfy). Je podobné lineárnímu písmu B, které bylo rozluštěno v 50. letech 20. století Michaelem Ventrisem a bylo používáno k zapisování starověké řečtiny.

## Historie
Lineární písmo A se vyvinulo z písma hieroglyfického, nejstarší doklady jím psané jsou ve Faistu z doby okolo roku 1900 př. n. l., což je doba, kdy se ještě souběžně používalo hieroglyfické písmo. Na nápisech z Malie lze nalézt hieroglyfický zápis, na druhé straně pak zápis v lineárním písmu A. Lineární se nazývá proto, že jeho znaky se nekreslily souvislými tahy, ale ryly se krátkými čarami v liniích. Rozšířením je lineární písmo A doloženo mnohem méně (zhruba 350 nápisných dokladů) než jemu příbuzné lineární písmo B.
Z lineárního písma A (ale i jiných zdrojů) se vyvinulo písmo kypersko-mínojské. To by mělo pomoci k jeho vyluštění, nicméně kypersko-mínojský jazyk není znám, takže teoretické čtení textů písma A nelze nijak ověřit. Ačkoli písma A a B sdílejí mnoho symbolů, aplikování slabik lineárního písma B na lineární písmo A produkuje slova nesouvisející s žádným známým jazykem. Předběžně zjištěná struktura písma neodpovídá hláskovému utváření indoevropských jazyků, hypoteticky se proto tvrdí, že jazyk lineárního písma A je některý z rodiny neindoevropských středomořských jazyků, mezi něž patří například karština, jazyk Etrusků či Sumerů. Málo pravděpodobné jsou hypotézy, že se pod lineárním písmem skrývá řečtina, chetitština, nebo jazyk Luvijců, blízkých etnických příbuzných Chetitů. 

### Pokusy o dešifrování
První seznam předpokládaných slabičných znaků vytvořil v roce 1945 Ital G. Pugliese-Carratelli. Teprve rozluštění lineárního písma B Michaelem Ventrisem v letech 1951–53 poskytlo možnosti k širším souvislostem. Komparační metodou vznikla potom dešifrovací tabulka dvou autorů: Itala P. Meriggiho a Švéda A. Furumarka. Z asi 70 dnes uznávaných znaků lineárního písma A se jim podařilo určit slabičnou hodnotu zhruba poloviny.